# CISC
CISC (англ. complex instruction set computing или complex instruction set computer) — тип процессорной архитектуры, которая характеризуется следующим набором свойств:
- длина команды произвольна (в отличие от RISC архитектуры, в которой длина команды зафиксирована, например, 32 бита);
- арифметические действия кодируются в одной команде;
- небольшое число регистров, каждый из которых выполняет строго определённую функцию.

Методика построения системы команд CISC противостоит методике, применяемой в другом распространённом типе процессорных архитектур — RISC, где используется набор упрощённых инструкций.
Типичными представителями CISC-архитектуры являются процессоры на основе команд x86, процессоры Motorola MC680x0, Zilog Z80, процессоры мейнфреймов zSeries.
При этом поздние х86-процессоры (Intel Pentium 4, Pentium D, Core, AMD Athlon, Phenom), хотя и CISC-совместимы, но являются процессорами с RISC-ядром, и в формальном смысле считаются гибридными. В таких гибридных CISC-процессорах CISC-инструкции преобразовываются в набор внутренних RISC-команд, при этом одна команда x86 может порождать несколько RISC-команд (в случае процессоров типа P6 — до четырёх RISC-команд в большинстве случаев), исполнение команд происходит на суперскалярном конвейере одновременно по несколько штук.
Основной недостаток CISC-архитектуры в сравнении с RISC — более сложный подход к распараллеливанию вычислений.